# Dorysthenes hydropicus
Dorysthenes hydropicus är en skalbaggsart som först beskrevs av Francis Polkinghorne Pascoe 1857.  Dorysthenes hydropicus ingår i släktet Dorysthenes och familjen långhorningar.
Artens utbredningsområde är Taiwan. Inga underarter finns listade i Catalogue of Life.